# Prêmio Multishow de Música Brasileira 2001
O Prêmio Multishow de Música Brasileira 2001 foi a oitava edição da premiação realizada pelo canal de televisão Multishow. Ocorreu em 22 de maio de 2001 e foi transmitido ao vivo do Theatro Municipal do Rio de Janeiro. Esta edição foi apresentada pelo jornalista Nelson Motta e pela atriz Fernanda Torres.
Os indicados foram escolhidos por votação através do site do canal Multishow. Na primeira fase, os finalistas foram definidos pelos 144 mil votos dos internautas. Já na segunda fase, os vencedores, com participação de 500 mil pessoas. A novidade foi a criação da categoria Homenagem, em que todos os artistas que até então haviam venceram o prêmio, em qualquer edição ou categoria, foram convidados a votar em uma personalidade da música para que essa fosse a grande homenageada da noite. O eleito foi o cantor Tim Maia.

## Categorias
| Categoria             | Vencedor                                                | Indicados |
| --------------------- | ------------------------------------------------------- | --- |
| Melhor Cantor         | Caetano Veloso                                          | - Gilberto Gil - Lulu Santos - Maurício Manieri - Zeca Pagodinho                                                                                           |
| Melhor Cantora        | Marisa Monte                                            | - Adriana Calcanhotto - Daniela Mercury - Ivete Sangalo - Sandy                                                                                            |
| Melhor Música         | Ivete Sangalo — Se Eu Não Te Amasse Tanto Assim         | - Adriana Calcanhotto — Devolva-me - Gilberto Gil — Esperando na Janela - Marisa Monte — Amor I Love You - Skank — Balada do Amor Inabalável               |
| Melhor Clipe          | Sandy & Junior — A Lenda                                | - Adriana Calcanhotto — Devolva-me - Charlie Brown Jr. — Rubão, o Dono do Mundo - Marisa Monte — Amor I Love You - Pato Fu — Made in Japan                 |
| Melhor Show           | Sandy & Junior                                          | - Charlie Brown Jr. - Marisa Monte - O Rappa - Raimundos                                                                                                   |
| Melhor CD             | Marisa Monte — Memórias, Crônicas e Declarações de Amor | - Charlie Brown Jr. — Nadando com os Tubarões - Jota Quest — Oxigênio - Ivete Sangalo — Beat Beleza - Sandy & Junior — As Quatro Estações Ao vivo - O Show |
| Revelação Solo        | Wanessa Camargo                                         | - Belo - Nando Reis - Pedro Mariano - Max de Castro |
| Revelação Grupo       | Falamansa                                               | - Catedral - KLB - O Surto - Tihuana |
| Melhor Grupo          | Capital Inicial                                         | - Jota Quest - O Rappa - Os Paralamas do Sucesso - Raimundos                                                                                               |
| Melhor Instrumentista | Lulu Santos                                             | - Digão (Raimundos) - Edgard Scandurra (Ira!) - Igor Cavalera (Sepultura) - Marcelo Yuka (O Rappa)                                                         |